# پوینت پایپر (نیو ساوت ولز)
پوینت پایپر (به انگلیسی: Point Piper) یک حومه شهر در استرالیا است که در نیو ساوت ولز واقع شده‌است.